# Gecarcinidae
A földi rákok (Gecarcinidae) a rövidfarkú rákok (Brachyura) Eubrachyura tagozatának Thoracotremata ágazatába sorolt Grapsoidea öregcsalád egyik családja hat nemmel.